# 绳愆
绳愆，字忠衮，直隶廣平府永年縣人。明朝官员。
萬曆十年（1582年）壬午科舉人，歴任兵部郎中、四川威茂道副使，威惠并著，與平奢崇之功。性孝友，俸禄與庶弟共之，致仕歸，一榻萧然，不蔽風雨。